# Bicellaria halterata
Bicellaria halterata är en tvåvingeart som beskrevs av Collin 1961. Bicellaria halterata ingår i släktet Bicellaria och familjen puckeldansflugor. Inga underarter finns listade i Catalogue of Life.